# جون سكوت (سياسي أمريكي، مواليد 1785)
جون سكوت (بالإنجليزية: John Scott)‏ هو محامي وسياسي أمريكي، ولد في 18 مايو 1785 في مقاطعة هانوفر في الولايات المتحدة، وتوفي في 1 أكتوبر 1861. انتخب Non-voting members of the United States House of Representatives ‏.